# Przybyszów (Kępno)
Przybyszów (deutsch Juliustal, bis 1908 Przybyschew) ist eine Ortschaft mit einem Schulzenamt der Landgemeinde Kępno im Powiat Kępiński der Woiwodschaft Großpolen in Polen.

## Geschichte
Der Ort der Woiwodschaft Sieradz wurde im 17. Jahrhundert durch deutsch-evangelische Siedler in einem Wald gegründet. Der Ortsname ist vom Wort przybysz (Ankömmling) mit dem Suffix -ów abgeleitet. Die Protestanten wurden schon im 19. Jahrhundert völlig polonisiert.
Im Zuge der zweiten polnischen Teilung kam der Ort 1793 an Preußen. 1908 erhielt der Ort den Namen Juliustal. Nach dem Ende des Ersten Weltkriegs kam Przybyszów zur polnischen Woiwodschaft Posen. Im Jahr 1921 gab es in der Gemeinde Przybyszów im Powiat Kępiński 57 Häuser mit 317 Einwohnern, es waren überwiegend polnische (314), Evangelische (198) und Römisch-Katholiken (119). Die Protestanten gehörten der evangelischen Pfarrgemeinde in Kępno der Superintendentur Ostrzeszów der Unierten Evangelischen Kirche in Polen.
Beim Überfall auf Polen 1939 wurde das Gebiet von den Deutschen besetzt und dem Landkreis Kempen im Reichsgau Wartheland zugeordnet. Nach dem Krieg verließ die Mehrheit der evangelischen Dorfbevölkerung den Ort. Der evangelische Friedhof ist heute verlassen und verfällt.
Von 1975 bis 1998 gehörte Przybyszów zur Woiwodschaft Kalisz.